# Mandäische Schrift
Die mandäische Schrift wird zum Schreiben der mandäischen Sprache verwendet. Die mandäische Sprache ist in Iran und Irak verbreitet und wurde 2020 von 500 Menschen aktiv und von 40.000 als Sakralsprache gesprochen.
Der mandäische Name der Schrift lautet Abagada oder Abaga, nach den ersten Buchstaben des Alphabets, ähnlich dem arabischen Abdschad. Die mändäische Schrift basiert auf der aramäischen Schrift. Das Alphabet besteht aus 24 Buchstaben; den 22 Buchstaben des aramäischen Alphabets sowie zwei zusätzlichen am Ende. Anders als in den meisten semitischen Alphabeten werden die Vokale geschrieben. Die Codes für die mandäische Schrift nach ISO 15924 sind Mand und 140. Im Unicodeblock Mandäisch sind 32 Zeichen der mandäischen Schrift von Codepoint U+0840 bis U+085F dargestellt.

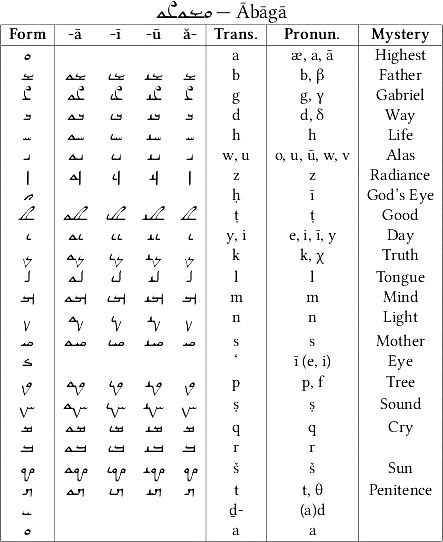
Das mandäische Alphabet
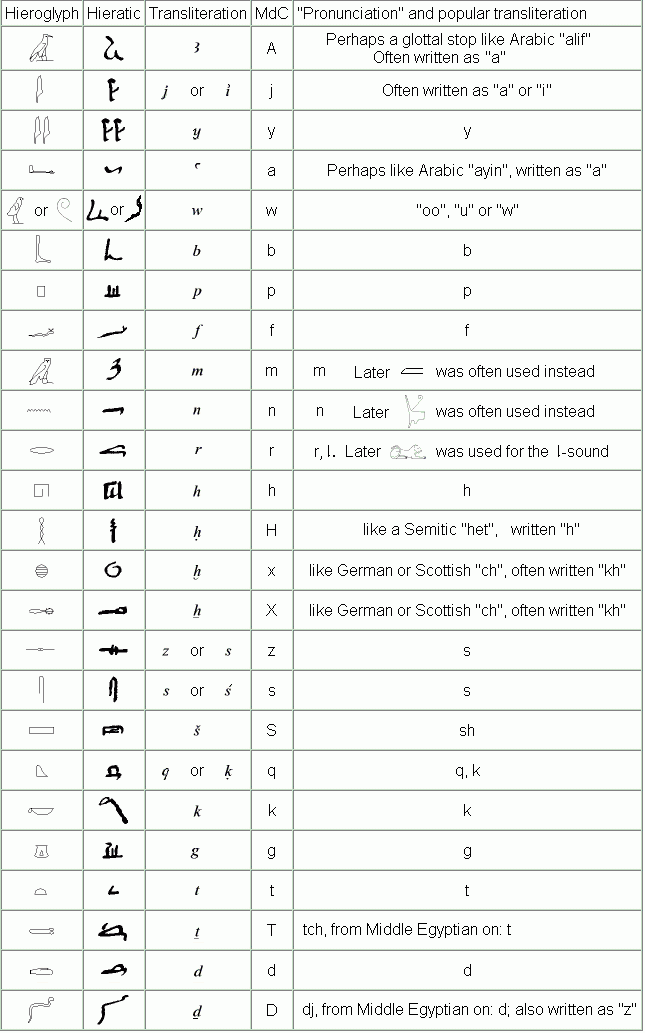
Im Vergleich hierzu die Hieratische Schrift mit den Zeichen des ältesten bekannten ägyptischen Schriftsystems; von etwa 3200 v. Chr. bis 394 n. Chr. im Alten Ägypten im Gebrauch.